# Ernesto Buenrostro
Ernesto Ignacio Buenrostro Buenrostro (1899-1966)* era un arquitecto que diseñaba varios edificios residenciales estilo art déco en la Colonia Hipódromo en la zona de la Condesa, Ciudad de México. Se graduó en 1948 de la Facultad de Arquitectura de la UNAM, con cédula No. 9625.
Ernesto Buenrostro trabajaba junto con otros miembros de la familia Buenrostro, como el Ingeniero. Agustín Buenrostro, Arquitecto. José Ignacio Buenrostro y el Ingles. José Manuel Buenrostro.

## Edificios
Estas obras incluyen:

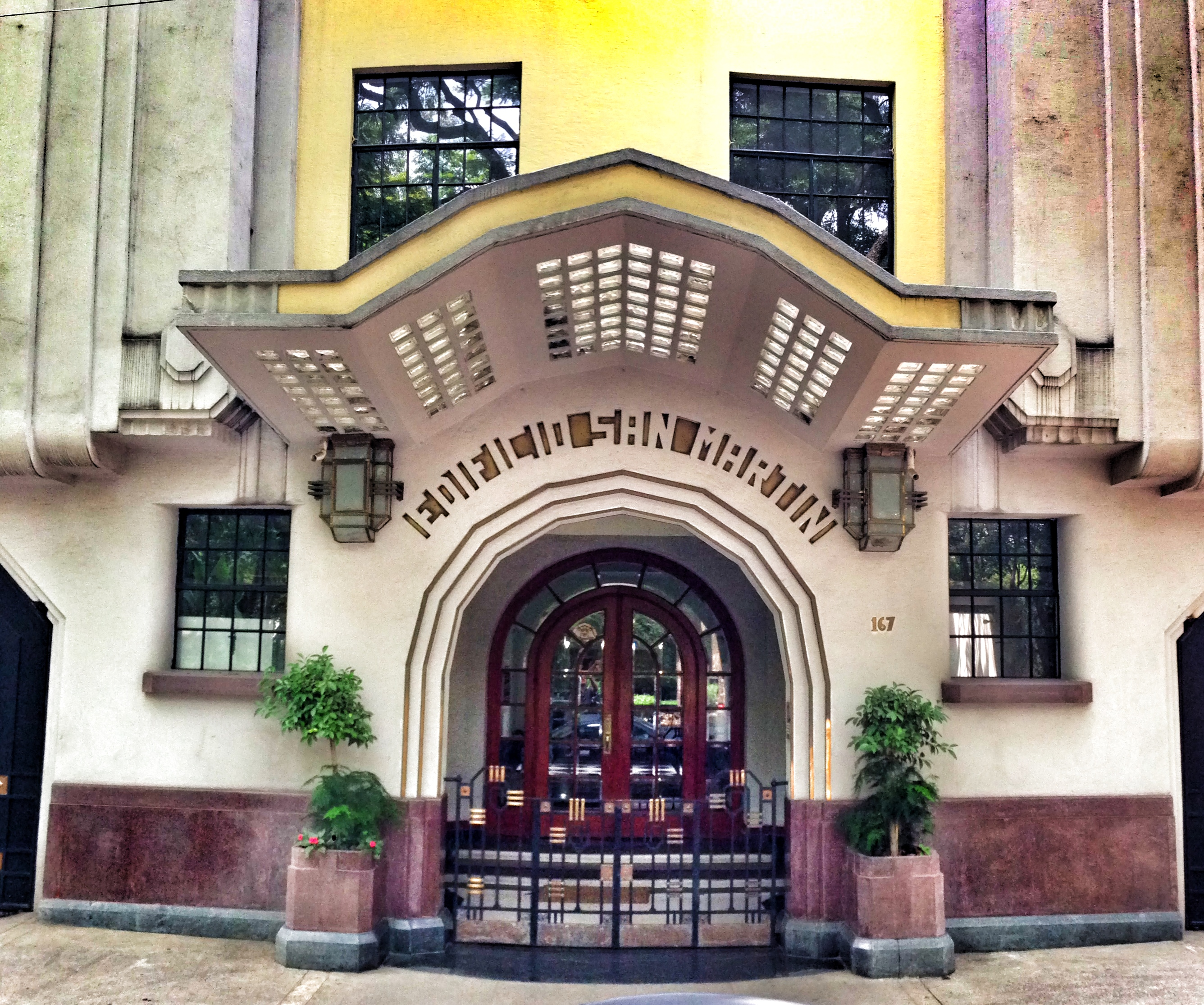
Edificio San Martín sobre Avenida México.

- Edificio San Martín (Avenida México 167; construido 1931; renovación 1998-9)[5][6]
- Edificio Lux (Plaza Popocatépetl 36, construido 1931)[5][7]
- Edificio Roxy (Avenida México 33; construido 1934)
- Edificio del Parque (Avenida México 169, construido 1935)

Además:
- Edificio Picadilly, 1930, Insurgentes 309
- Edificio Michoacán, 1930, Michoacán 54
- Edificio Tehuacán, 1931
- Edificio Berta, 1931, Avenida México 184

### Edificio del Parque
Ubicado en la Avenida México 169, es un ejemplo de art-déco (1935),  es una contribución de Ernesto y José Buenrostro. La fachada está adornada con un letrero con el nombre del edificio en la típico tipografía déco. Volumétricamente, sobresale en las plantas superiores para remeterse en la planta baja, dándole sombra. Al centro destaca un elemento masivo que brinda una sensación de verticalidad y funge como eje de simetría. Las puertas que dan acceso a personas y vehículos están fabricadas en fierro déco, con una jardinera de granito al centro, decorada con líneas onduladas similares a las grecas prehispánicas.

### Edificio Roxy
Consta de ocho departamentos, y se construyó utilizando materiales novedosos para la época, como losas de concreto y enladrillado en la azotea, muros divisorios de tabique, pisos de madera, mosaico y concreto. Está decorado con yeso pintado al temple.
El acceso está recubierto de mármol y posee una puerta metálica coronada por un letrero con el nombre del edificio acuñado. Las líneas del edificio aspiran a parecerse a una máquina, y junto con los materiales "ilustra[n] una búsqueda de la modernidad".